# بئاس د سگورا
بِئاس دِ سگورا (به اسپانیایی: Beas de Segura) یکی از دهستان‌های استان خائن در کشور اسپانیا است. این شهر با مساحت ۱۶۰ کیلومتر مربع،  تن جمعیت دارد.